# Вільгельм Вецель
Фрідріх Вільгельм Людвіг Вецель (нім. Friedrich Wilhelm Ludwig Wetzel; 17 липня 1888 — 4 липня 1964) — німецький воєначальник, генерал піхоти вермахту. Кавалер Лицарського хреста Залізного хреста.

## Біографія
19 лютого 1907 року вступив в Імперську армію. Учасник Першої світової війни. Після демобілізації армії залишений в рейхсвері. З 26 серпня 1939 року — командир 255-ї піхотної дивізії, з 12 січня 1942 року — 5-го армійського корпусу. 1 липня 1943 року відправлений в резерв фюрера. З 7 вересня по 1 листопада 1943 року — командир 66-го резервного корпусу, з 1 березня 1944 року — 10-го військового округу.

## Звання
- Фанен-юнкер (19 лютого 1907)
- Лейтенант (18 серпня 1908) — патент від 17 вересня 1906 року.
- Оберлейтенант (28 листопада 1914)
- Гауптман (18 квітня 1916)
- Майор (1 лютого 1929)
- Оберстлейтенант (1 липня 1933)
- Оберст (1 червня 1935)
- Генерал-майор (1 лютого 1933)
- Генерал-лейтенант (1 грудня 1940)
- Генерал піхоти (28 лютого 1942)

## Нагороди
- Залізний хрест 2-го і 1-го класу
- Хрест Фрідріха
- Ганзейський Хрест (Любек)
- Королівський орден дому Гогенцоллернів, лицарський хрест з мечами
- Нагрудний знак «За поранення» в чорному
- Почесний хрест ветерана війни з мечами
- Медаль «За вислугу років у Вермахті» 4-го, 3-го, 2-го і 1-го класу (25 років)
- Застібка до Залізного хреста
  - 2-го класу (27 травня 1940)
  - 1-го класу (1 липня 1940)
- Німецький хрест в золоті (26 грудня 1941)
- Медаль «За зимову кампанію на Сході 1941/42» (1 серпня 1942)
- Лицарський хрест Залізного хреста (7 серпня 1942)
- Орден Михая Хороброго 3-го класу (Румунське королівство; 3 березня 1943)
- Орден Хреста Перемоги 1-го класу (Перша словацька республіка)